# Der große Kürbis
Der große Kürbis aus dem Jahr 1966 ist ein Peanuts-Zeichentrickfilm, der nach den Comics des Zeichners Charles M. Schulz entstand.

## Handlung
Linus glaubt an den Großen Kürbis, eine Kürbis-Gestalt, die zu Halloween den Kindern erscheint und ihnen Geschenke bringt. Wie jedes Jahr schreibt er einen Brief an den Großen Kürbis, was seine Freunde nicht wirklich nachvollziehen können.
Am Halloween-Tag setzt er sich auf ein Kürbisfeld, um auf den Großen Kürbis zu warten. Die anderen Kinder gehen derweil Grabschen. Dabei kommen sie auch am Kürbisfeld vorbei. Linus erzählt dabei Charlie Browns kleiner Schwester, die ihn anhimmelt, von seinem Warten. Sally bleibt mit ihm zurück und die anderen Kinder beginnen ihre Sammlung von Süßigkeiten. Charlie Brown ist mit seinem Gespensterkostüm, das recht eigenwillig zugeschnitten ist, nicht sonderlich erfolgreich. An jeder Haustür bekommt er nur einen Stein. Nach dem Grabschen gehen die Kinder auf eine Party. Snoopy sitzt derweil auf seiner Hundehütte und jagt als Fliegerass den Roten Baron.
Der Abend ist vergangen. Sally ist schon zornig nach Hause gegangen, denn Linus habe sie vom Grabschen abgehalten. Doch Linus will weiter durchhalten. Schließlich kommt seine Schwester Lucy, bringt ihn nach Hause und steckt ihn ins Bett. Am nächsten Morgen sinnt er mit Charlie Brown zusammen über das vergangene Halloween-Fest nach. Im nächsten Jahr will er wieder auf den Großen Kürbis warten, nichts werde ihn davon abbringen.

## Hintergrund
Der von Lee Mendelson Film Productions in Zusammenarbeit mit dem United Feature Syndicate (UFS) produzierte Film hatte seine Premiere am 27. Oktober, also wenige Tage vor Halloween, in den USA. Der Film wurde in zahlreiche Länder exportiert, auch nach Deutschland.
Der Zeichentrickfilm wurde für drei Emmys nominiert. Bekannt wurde der Film unter anderem dadurch, dass in ihm zum ersten Mal in einem Film Snoopy auf seiner Hundehütte fliegend den Roten Baron jagt, was er in den Comics jedoch schon vorher getan hatte.
Der Film ist auf DVD erschienen.

## Parodien

### Bring Me the Head of Charlie Brown
Im dreiminütigen schwarzweißen Kurzfilm Bring Me the Head of Charlie Brown von Jim Reardon aus dem Jahr 1986 setzt der Große Kürbis ein Kopfgeld auf Charlie Brown aus. Sodann versuchen seine Freunde ihn umzubringen, was wiederum dazu führt, dass Charlie Brown in der Manier von Arnold-Schwarzenegger-Filmen mit einem Maschinengewehr alle seine Freunde tötet. Am Ende des Films liegt Charlie Brown mit dem rothaarigen Mädchen im Bett. Der Film von Jim Reardon entstand als eine studentische Arbeit am California Institute of the Arts. Jim Reardon wurde später Regisseur bei der Fernsehserie Die Simpsons.

### Die Simpsons – Der Tod kommt dreimal – Milhouse und der große Kürbis
In der Geschichte Milhouse und der große Kürbis aus der Simpsons-Folge Der Tod kommt dreimal (Treehouse of Horror XIX) nimmt Milhouse die Rolle von Linus ein. Lisa Simpson spielt Sally und Bart Simpson stellt Charly Brown dar. Der große Kürbis erfährt von Milhouse, dass die Menschen zu Halloween Kürbisse aushöhlen und verzehren. Aus Rache frisst er daraufhin die Bewohner von Springfield auf.

## Synchronisation
Es existieren zwei deutsche Synchronfassungen. Die erste entstand 1972 bei der Ultra-Film, Berlin. Andrea Wagner schrieb das Dialogbuch und Friedbert Cierpka führte Regie, Heinrich Riethmüller übernahm die musikalische Leitung. Diese Version ließ Snoopys Flieger-Ass-Sequenz, die im Original von Charlie Brown kommentiert wurde, stumm. Da Snoopy seine Lippen bewegt (im Original legt ihm Charlie die Worte in den Mund), wurde er für einen kurzen Satz von Horst Cierpka gesprochen, sonst verblieb er im O-Ton. Auf der DVD wurden die Kommentare wieder eingesetzt und nachsynchronisiert. Die zweite entstand für Apple TV+ bei der FFS Film- & Fernseh-Synchron GmbH, München. Andrea Pichlmaier schrieb das Dialogbuch und Madeleine Redl führte Regie.
| Rolle          | Darsteller       | Synchronsprecher (TV 1972)    | Synchronsprecher (Apple TV+ 2020) |
| -------------- | ---------------- | ----------------------------- | --------------------------------- |
| Charlie Brown  | Peter Robbins    | Abelardo Decamilli            | Moritz Blaich                     |
| Linus van Pelt | Christopher Shea | Steffen Müller                | Noah Görle                        |
| Lucy van Pelt  | Sally Dryer      | Madeleine Stolze              | Laura Jenni                       |
| Sally Brown    | Cathy Steinberg  | ?                             | Franziska Hartmann                |
| Patty          | Lisa DeFaria     | Janina Richter                | Rosalie Seidl                     |
| Snoopy         | Bill Meléndez    | Horst Cierpka (kurze Floskel) | O-Ton                             |
| Schroeder      | Glenn Mendelson  | Benjamin Völz                 | Benedikt Kienle                   |
| Pig-Pen        | Gail DeFaria     | Dirk Fritsche                 | Niklas Gebendorfer                |

## Medien
- DVD: Die Peanuts – Der große Kürbis – Warner Home Video – DVD (2008)